# Тейлор Свіфт
Тéйлор Éлісон Свíфт (англ. Taylor Alison Swift; нар. 13 грудня 1989, Редінг, Пенсільванія, США) — американська авторка-виконавиця, акторка, композиторка, музична продюсерка, кліпмейкерка, філантропка. Новаторка у сфері відстоювання авторських прав на пісні, феміністка, ЛГБТ-активістка. Багаторазова рекордсменка Книги рекордів Гіннеса. Лауреатка 14 премій Греммі, серед яких 4 нагороди за «Альбоми року». Одна з найуспішніших виконавиць в історії, що за свою кар'єру широко вплинула на музичну індустрію і не тільки.
Починаючи кар'єру з кантрі, встигла випустити 11 студійних альбомів, досліджуючи поп та інді-фолк. В усіх із цих жанрів Свіфт мала як комерційний успіх, так і визнання видань та критиків. Її роботи входять до списків кращих пісень та альбомів усіх часів таких видань як Rolling Stone, Billboard. Єдина з артистів в історії, чиї 6 альбомів продались понад в 1 млн копій за 1 тиждень у США. Перша виконавиця, що стала Людиною року за версією «TIME», зробивши це двічі: 2017 року як одна з «порушниць тиші» та самостійно 2023 року.

## Біографія

### 1989—2003: ранні роки
Народилася 13 грудня 1989 року у Вест-Редінг штату Пенсільванія. Назвали на честь Джеймса Тейлора. Її батько, Скотт Кінслі Свіфт, працював біржовим брокером у «Merrill Lynch»; мати, Андреа Ґарднер Свіфт, — менеджером з маркетингу взаємного фонду. Її молодший брат Остін Свіфт працює над ліцензування музики Тейлор. Завдяки співам у церква оперної співачки Марджорі Фінлі, бабусі по материнській лінії, надихнула її почати музичну кар'єру. Ранні роки Тейлор провела на фермі різдвяних ялинок. Вона відвідувала дитячий садок та здобула дошкільну освіту у школі, якою завідували черниці-францисканки. Після цього була переведена у школу в Поттстауні. Незабаром сім'я переїхала до орендованого будинку в передмісті Вайоміссінгу, Пенсільванія, де дівчинка відвідувала молодшу школу.
У 9 років Тейлор почала проявляти інтерес до музичних театрів і зіграла в чотирьох постановах Театральної молоді Беркса. В той час вона також часто подорожувала до Нью-Йорка, аби брати уроки вокалу та акторської гри. Пізніше вона сфокусувалась на музиці кантрі, натхненна піснями Шанаї Твейн, від яких «хотіла бігати чотири рази кварталом і мріяти про все на світі». Вихідні проводила виконуючи різні пісні на місцевих фестивалях та заходах. Після перегляду документального кіно про Фейт Гілл Тейлор відчула гостру потребу поїхати до Нешвілла штату Теннессі, аби просуватися в музичній кар'єрі. В 11 років вона поїхала з матір'ю до лейбла в Нешвіллі та подала на розгляд демозапис караоке кавер-версій пісень Доллі Партон та Dixie Chicks. Однак студія відхилила її записи, як це прокоментувала сама Тейлор: «Всі в тому місті робили те, що хотіла робити я. Тож я почала думати, як би я могла стати іншою, аби відрізнитися».
Від майстра по ремонту комп'ютерів та місцевого музиканта Ронні Кремера Тейлор навчилася грати на гітарі та написала свою першу пісню «Lucky You». У 2003 році Тейлор та її батьки почали працювати із нью-йоркським музичним менеджером Деном Дімтровим. З його допомогою Тейлор взяла участь у модельній кампанії «Rising Stars», проведеній фірмою «Abercrombie & Fitch», записала свої матеріали на CD-диск для «Maybelline» та зустрілась із різними великими лейблами. Після виконання пісні на показі для «RCA Records» зі Свіфт підписали угоду артистичного розвитку, внаслідок чого вона почала часто відвідувати Нашвілл разом із матір'ю.
Аби допомогти Тейлор пробитися у музиці кантрі, її батько перевівся у нешвілльський офіс фірми «Merrill Lynch», коли їй було 14; родина переїхала до будинку на озері в Гендерсвіль штату Теннессі. В той час Тейлор відвідувала місцеву вищу школу, але через два роки перейшла до академії Аарона. Навчаючись там, Тейлор почала здобувати домашню освіту, що дозволило їй виділити час на музичні турне та закінчити школу на рік раніше.

### 2004—2008: початок кар'єри та альбомTaylor Swift

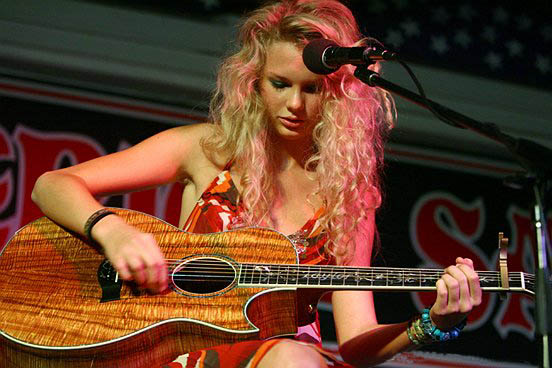
Тейлор Свіфт виконує свою музику у кафе-барі «Maverick Grill & Saloon» у 2006 році.

У Нешвіллі Свіфт почала працювати із досвідченими авторами пісень. В той час вона встановила професійні стосунки із Ліз Роуз, з якою продовжувала співпрацю протягом майбутніх років. Вони почали зустрічатися після школи щовівторка і впродовж 2 годин працювали над написанням пісень. Розповідаючи про ці зустрічі, Роуз пізніше казала: «Вони були найлегшими, які я коли-небудь мала з учнями. Фактично я просто була її редакторкою. Вона писала про те, що трапилося в той день в школі. У неї було наскільки чисте бачення того, що вона хотіла сказати. І вона заходила із неймовірними гачками». Свіфт підписала контракт із лейблом Sony/ATV Tree, але покинула RCA Records у 14 років. Пізніше вона пригадувала: «Я щиро відчувала, що у мене просто не лишалося часу. Я хотіла передати ті роки мого життя в альбомі, але вони [продюсери лейблу] продовжували повторювати, що я ще маю багато чому навчитися».
У 2005 році Свіфт виступила у нешвілльському кафе «Блакитна пташка», привернувши увагу Скотта Борчетті, виконавчого продюсера «DreamWorks Records», що в той час готувався започаткувати незалежний звукозаписний лейбл, Big Machine Records. Свіфт познайомилася із Борчеттою ще у 2004 році. Її батько став власником 3 % новоствореного лейблу, що на той час вартувало $120,000, а Свіфт була однією із перших виконавців, які підписали контракт з лейблом. Відразу після закриття всіх юридичних питань Свіфт почала працювати над своїм дебютним студійним альбомом. Вона переконала «Big Machine» найняти Нейтана Чапмана, з яким записувала свої демопісні і з яким відчувала правильне «розуміння». Свіфт самостійно написала 3 пісні для альбому і співпрацювала над рештою 8 з авторами пісень Ліз Роуз, Робертом Еллісом Орраллом, Браяном Махером і Анджело Петраглія. Альбом «Taylor Swift» вийшов у жовтні 2006 року. Джон Караманіка із «The New York Times» описав платівку як «маленький шедевр поп-налаштованого кантрі із наявністю і вирячкуватості, і цинізму, який був остаточно сформований міс Свіфт». Платівка досягла 5 місця чарту «Billboard 200» і провела в чарті 157 тижнів, що стало найдовшим періодом чартування кантрі-альбому за 2000-не десятиріччя. Станом на серпень 2016 року продажі платівки становили 7,75 мільйона по всьому світі.
Все ще перебуваючи на початку свого розвитку, «Big Machine Records» випустив дебютний сингл Свіфт «Tim McGraw» у червні 2006 року. Свіфт та її матір допомагали «запаковувати CD у конверти, аби розсилати примірники радіостанціям». Більшість 2006 року Свіфт провела на радіотурах та появах на телебаченні в рамках підтримки альбому. Борчетта пізніше повідомив, що інші фірми звукозапису спершу не схвалювали його рішення укласти угоду із 16-річною авторкою-виконавицею, але тоді Свіфт заходила у все ще невідому територію — ринок дівчат-підліток, які слухають кантрі-музику. Після «Tim McGraw» у 2007 і 2008 роках вийшло ще чотири сингли: «Teardrops on My Guitar», «Our Song», «Picture to Burn» та «Should've Said No». Всі пісні досягли успіху в американському чарті Hot Country Songs, а сингли «Our Song» та «Should've Said No» досягли першої сходинки чарту. Свіфт стала наймолодшою людиною у музичній індустрії, яка сама написала і виконала пісню, котра досягла першого місця чарту. Всі 5 синглів отримали платинову сертифікацію від американської компанії RIAA, оскільки кожен продався у тиражі понад 1 мільйон копій на території США. У жовтні 2007 Свіфт також випустила різдвяний мініальбом «The Taylor Swift Holiday Collection», а в липні 2008 — мініальбом «Beautiful Eyes». Продовжуючи підтримку своєї дебютної платівки, Свіфт активно виступала на розігрівах концертів різних виконавців.
Свіфт отримала безліч схвалень та нагород за свою дебютну платівку. У 2007 році вона прийняла звання «Автор пісні / Виконавець року» Асоціації піснярів Нешвілла, ставши наймолодшою особою, будь-коли нагородженою цим титулом. Свіфт також виграла нагороду Country Music Association Horizon Award у категорії Найкращий артист-новачок (англ. Best New Artist), Academy of Country Music Awards у категорії Top New Female Vocalist, American Music Awards у категорії Favorite Country Female Artist. У 2008 Свіфт була номінована на Ґреммі у категорії Best New Artist. У липні 2008 Свіфт знаходилася у стосунках із Джо Джонасом, котрі протривали три місяці.

### 2008—2010:Fearlessта міжнародний успіх

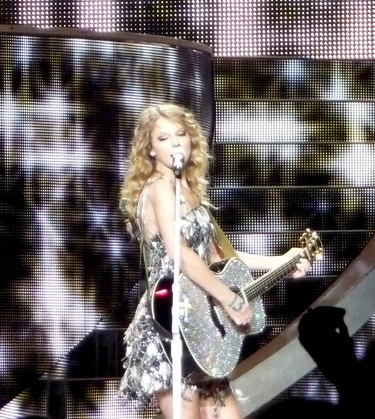
Тейлор Свіфт під час турне Fearless Tour в Лос-Анджелесі у 2010 році.

Другий студійний альбом Свіфт, Fearless, вийшов у листопаді 2008. Провідний сингл «Love Story» вийшов у вересні 2008. Він досяг 4 місця американського чарту Billboard Hot 100 та першого місця австралійського чарту Australian Singles Chart. Протягом 2008 і 2009 років вийшло ще чотири сингли з альбому: «White Horse», «You Belong with Me», «Fifteen» та «Fearless». Поміж усіх п'яти синглів, пісня «You Belong with Me» зайняла найвищу позицію на американському чарті Billboard Hot 100, досягнувши другого місця. Сам альбом дебютував на перше місце чарту Billboard 200 і став найбільшими альбомом-бестселером у 2009 на території США. Платівка отримала підтримку від першого турне Свіфт — Fearless Tour, котрий зібрав понад $63 мільйонів. Концертне відео Taylor Swift: Journey to Fearless показали по телебаченню і пізніше воно вийшло на DVD та Blu-ray. Свіфт також виконувала пісні на розігрівах концертів Кіта Урбана під час його турне Escape Together World Tour.
У 2009 році музичне відео до пісні «You Belong with Me» отримало нагороду MTV Video Music Award у категорії Best Female Video. Промову Свіфт під час прийняття нагороди перервав репер Каньє Вестом. Інцидент став об'єктом для полеміки та широкого освітлення ЗМІ, що в результаті породило багато інтернет-мемів. Джеймс Монтгомері із MTV заперечував, що цей інцидент та увага медіа перетворили Свіфт на «сучасну знаменитість» (bona fides). Такого того ж року Свіфт виграла 5 нагород American Music Awards, включаючи номінації Artist of the Year та Favorite Country Album. Журнал Billboard надав їй звання Виконавця року у 2009. У 2017 некомерційна мережа радіостанцій NPR додала платівку Fearless у список 150 найкращих альбомів, записаних жінками, віддавши альбому 99 місце.
На 52-й церемонії нагородження Ґреммі альбом «Fearless» здобув дві Ґреммі у категоріях «Album of the Year» та «Best Country Album», а сингл «White Horse» виграв у номінаціях «Best Country Song» та «Best Female Country Vocal Performance». Свіфт стала наймолодшою виконавицею, яка виграла номінацію «Album of the Year». Під час церемонії нагородження Свіфт виконала пісню «You Belong with Me» та кавер-версію пісні Стіві Нікс «Rhiannon». Її вокальне виконання отримало негативні оцінки критики та привернуло увагу медіа. Джон Караманіка із The New York Times описав виступ як «освіжаючий факт, який дає зрозуміти, що хтось настільки обдарований іноді здатний зробити щось неякісне» і назвав Свіфт «найбільш важливою попзіркою останніх кількох років». Свіфт також стала наймолодшою виконавицею, якій Country Music Association надала звання Entertainer of the Year; на церемонії нагородження Свіфт також виграла у категорії Album of the Year за платівку «Fearless».
Свіфт провела запис фонового вокалу для пісні Джона Меєра «Half of My Heart», яка увійшла до його четвертої платівки Battle Studies (2009). Вона створила та записала композицію «Best Days of Your Life» спільно із Келлі Піклер і була співавторкою двох пісень для фільму Ханна Монтана: Кіно: «You'll Always Find Your Way Back Home» та «Crazier». З піснею «Crazier» Свіфт з'явилася і в самому фільмі Ханна Монтана: Кіно. Вокал Свіфт також використовувався у пісні гурту Boys Like Girls «Two Is Better Than One». Вона записала 2 пісні для фільму День Святого Валентина, включно з «Today Was a Fairytale», яка стала для Свіфт першим треком, що досяг першого місця канадського чарту Canadian Hot 100. Під час знімання у своєму першому фільмі День Святого Валентина Свіфт почала зустрічатися з учасником команди акторів Тейлором Лотнером, але розірвала стосунки того ж року. У романтичній комедії, яка вийшла у лютому 2010, Свіфт втілила невпевнену шкільну ентузіастку; за цю роль газета Los Angeles Times визнала у Свіфт «серйозний комедійний потенціал». Кінокритики із «Variety», проте, приписали їй «цілковиту неорієнтовність», доводячи, що «їй потрібно знайти умілого режисера, який би трохи її притиснув і направив у вірне русло її, очевидно, рясну енергію».
Свіфт також зіграла в епізоді телесеріалу «CSI: Місце злочину» підлітку-бунтарку. Газета «The New York Times» підкреслила, що персонажка дозволила Свіфт побути «дещо неслухняною і зробити це достовірно». Пізніше у 2010 Свіфт недовго зустрічалася з актором Джейком Джилленголом.

### 2011—2014:Speak NowтаRed

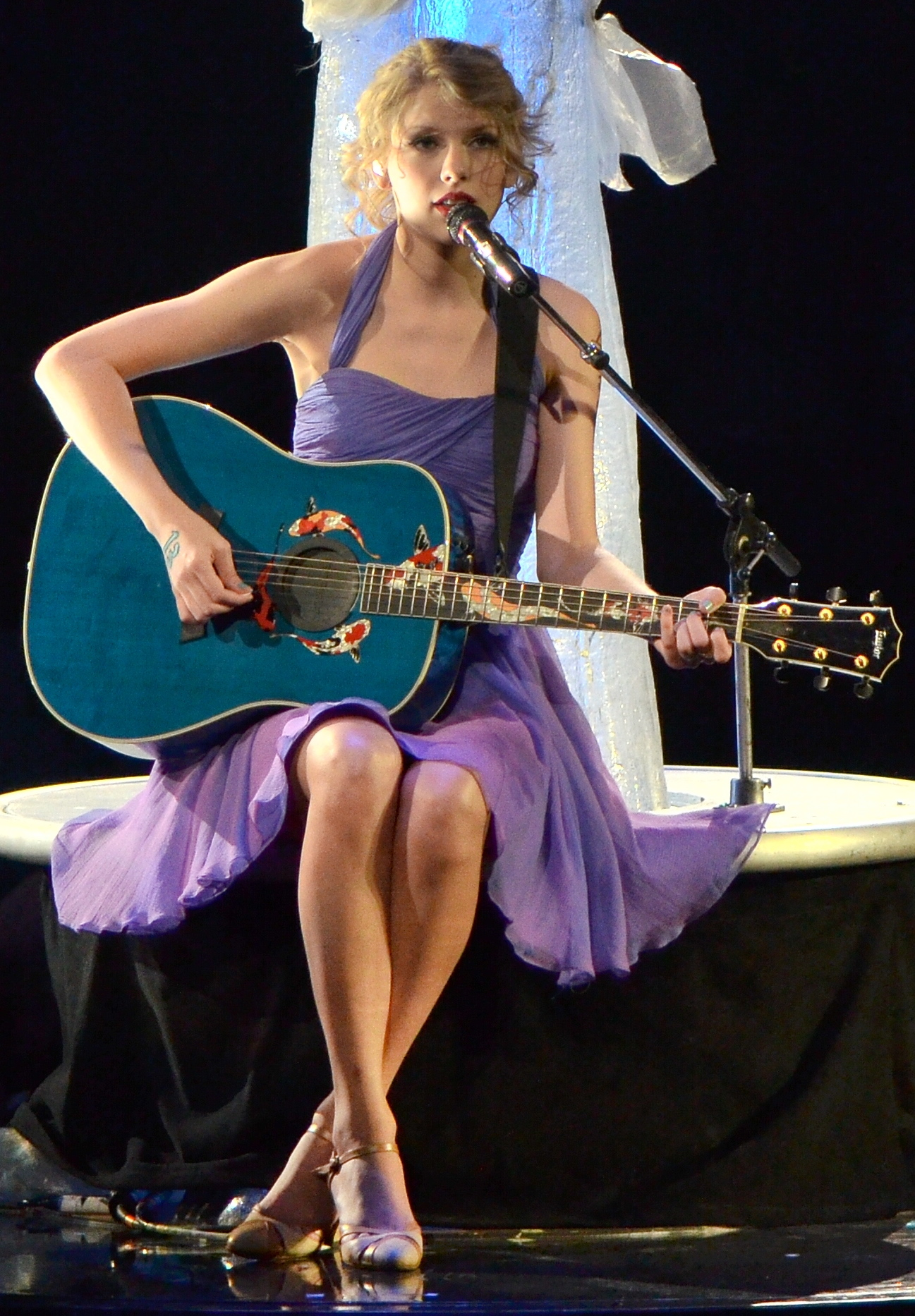
Тейлор Свіфт на сцені турне Speak Now Tour у 2013 році.

У серпні 2010 Свіфт випустила провідний сингл зі свого третього студійного альбому, Speak Now, — «Mine». Він увійшов на третє місце чарту «Billboard Hot 100», роблячи Свіфт другою співачкою в історії чарту «Hot 100» (після Мераї Кері), яка мала кілька синглів, що дебютували в «найкращі 5» в один рік; іншим синглом Свіфт стала композиція «Today Was a Fairytale», який досяг другого місця. Свіфт самостійно написала і спільно продюсувала всі треки для альбому Speak Now. Платівка вийшла у жовтні 2010 і здобула комерційний успіх, дебютуючи на перше місце чарту Billboard 200. «Speak Now» став 16 альбомом в історії, який за свій перший тиждень релізу продався мільйоном копій. Платівка стала найшвидшим цифровим альбомом, що випустила жінка, що продавався кількістю 278,000 цифрових копій за тиждень, завдяки чому Свіфт потрапила до книги рекордів Гіннесса у 2010. Згодом вона отримала ще один запис в книгу рекордів, як перша жінка, що мала 10 дебютних треків на Billboard Hot 100. Три із синглів платівки, — «Mine», «Back to December» і «Mean», — досягли топ-10 в Канаді.
Сингл «Mean» виграв у категоріях «Best Country Song» та «Best Country Solo Performance» на 54-й церемонії нагородження Ґреммі. Свіфт також виконала наживо цю пісню на сцені церемонії. Клер Суддат із Time написала, що відчула, що Свіфт «повернулася на сцену Ґреммі у правильному ключі та з помстою»; Джейме Дірвестер із USA Today писав, що критика 2010 року, схоже, «зробила її кращою авторкою пісень і виконавицею пісень наживо». За свою платівку Свіфт виграла різні нагороди, включаючи Пісняр/Виконавець року Асоціації піснярів Нешвілла (2010 і 2011), «Жінка року» журналу Billboard та Academy of Country Music (2011 і 2012) і Country Music Association (2011) у категорії Естрадний артист. У 2011 вона виграла у категорії Artist of the Year та Favorite Country Album на церемонії нагородження American Music Awards. Журнал Rolling Stone помістив альбом «Speak Now» на 45 місце свого списку 50 найкращих жіночих альбомів всіх часів у 2012, пишучи: «Може її й крутять кантрі-станції, але вона є однією зі справжніх рок-зірок цих часів, яких ми маємо так мало; із бездоганним слухом, що і робить пісню такою захопливою».
Світове турне Speak Now World Tour тривало із лютого 2011 по березень 2012 і зібрало понад $123 мільйонів. У листопаді 2011 Свіфт випустила свій перший концертний альбом Speak Now World Tour: Live. Наступного місяця вона випустила для альбому саундтреків фільму «Голодні ігри» дві пісні: «Safe & Sound», яку написала і записала спільно із гуртом The Civil Wars та T-Bone, та «Eyes Open». Пісня «Safe & Sound» виграла Ґреммі у категорії Best Song Written for Visual Media. Свіфт також записала вокал для пісні B.o.B «Both of Us». З липня по вересень 2012 вона зустрічалася із політичним спадкоємцем Конором Кеннеді. У серпні 2012 Свіфт випустила «We Are Never Ever Getting Back Together» — провідний сингл із її четвертого студійного альбому, Red. Пісня стала першим синглом для Свіфт, який досяг першого місця чарту США та Нової Зеландії, та досяг топу продажів чарту iTunes за перші 50 хвилин після релізу, здобуваючи для Свіфт світовий рекорд Гіннесса «Найшвидший по продажах сингл у цифровій історії». Свіфт випустила другий сингл платівки, «Begin Again», у жовтні. Він досяг 7 місця чарту Billboard Hot 100. Іншими синглами альбому стали пісні «I Knew You Were Trouble», «22», «Red», «Everything Has Changed» та «The Last Time». Пісня «I Knew You Were Trouble» стала масовим комерційним хітом, досягаючи другого місця чарту США.
Платівка «Red» вийшла у жовтні 2012 і містила нові для Свіфт жанри, як-от хартленд рок, дабстеп та денс-поп. Альбом позитивно оцінила музична критика й він став ще одним комерційним успіхом для Свіфт. Платівка дебютувала на перше місце чарту Billboard 200, продаючи за перший тиждень релізу 1,21 мільйона копій. У США це стало найвищою кількістю продажів за перший тиждень десятиріччя, і зробило Свіфт першою жінкою, яка мала два альбоми, котрі продалися у понад 1 мільйон копій за перший тиждень випуску, що стало ще одним рекордом у книзі Гіннесса. Турне Red Tour проходило із березня 2013 по червень 2014 і зібрало понад $150 мільйонів. Платівка зібрала декілька нагород, включаючи чотири номінації на 56-й церемонії нагородження Ґреммі. Сингл «I Knew You Were Trouble» виграв 2013 MTV Video Music Awards у категорії Best Female Video. У 2012 Свіфт отримала American Music Awards у категорії Best Female Country Artist, а у 2013 виграла в категорії Artist of the Year.
 Вп'яте і вшосте вона вигравала звання Пісняр/Виконавець року Асоціації піснярів Нешвілла (2012 і 2013 роки, відповідно). Свіфт також здобула спеціальну нагороду Pinnacle Award від асоціації, що зробило її другою після Гарта Брукса володаркою цієї нагороди.
2013 року разом із Джеком Антоноффим Свіфт стала співавторкою пісні «Sweeter Than Fiction», створеної як саундтрек для фільму «One Chance». За неї Свіфт була номінована на Best Original Song на 71-й церемонії нагородження Золотого глобуса. В тому ж році Свіфт записала вокал для пісні Тіма Макгро «Highway Don't Care», в якому також присутнє гітарне виконання Кіта Урбана. У Чикаго разом із гуртом The Rolling Stones Свіфт виконала їх пісню «As Tears Go By» на сцені концерту їхнього турне 50 & Counting; вона також висловила, що гурт став одним із найбільших впливів на її кар'єрний світогляд. Під час 2013 Country Radio Seminar Свіфт також приєдналася на сцені до дуету Florida Georgia Line, аби виконати їх пісню «Cruise». Окрім музики, Свіфт виконала озвучування Одрі для анімаційного фільму Лоракс (2012), з'явилася в епізоді ситкому Новенька (2013) та знялася у другорядній ролі фільму Посвячений (2014). В цей час Свіфт зустрічалася із британським співаком Гаррі Стайлсом.

### 2014—2018:1989іReputation, перехід у попмузику та вплив на стрімінгові сервіси
У березні 2014 року Свіфт переїхала до Нью-Йорку. В цей час вона працювала над своїм п'ятим студійним альбомом,1989 Альбом «1989» став першим офіційним альбомом Свіфт, із якими вона остаточно перейшла на попмузику, полишаючи кантрі у минулому. Платівка вийшла у жовтні 2014 та отримала позитивні рецензії від музкритики.
Альбом «1989» дебютував на перше місце чарту «Billboard 200» і продав за перший тиждень релізу 1,28 мільйона копій; таким чином Свіфт автоматично стала першою людиною в музичній індустрії, яка мала три альбоми, котрі продалися у понад мільйон копій за свій перший тиждень релізу, і за що отримала рекорд у книзі Гіннесса. Станом на червень 2017, платівка продалася у понад 10 мільйонів копій в усьому світі. Провідний сингл альбому, «Shake It Off», вийшов у серпні 2014 та дебютував на перше місце чарту Billboard Hot 100. Першого місця чарту також досягли сингли «Blank Space» та «Bad Blood»; інші сингли, — «Style», «Wildest Dreams», «Out of the Woods» та «New Romantics», — досягли топ-10 чарту. Пісні «Shake It Off», «Blank Space» і «Bad Blood» досягли першого місця австралійського і канадського чарту. Після того як сингл «Blank Space» посів перше місце чарту одразу після її попереднього синглу, «Shake It Off», Свіфт автоматично стала першою жінкою, котра перемогла сама себе у рекорді чартування. Музичне відео до пісні «Blank Space» стало найшвидшим за переглядами відеокліпом, котрий досягнув 1 мільярда переглядів на відеохостингу Vevo. Музичні відео для «Blank Space» та «Bad Blood» виграли чотири нагороди під час церемонії нагородження 2015 MTV Video Music Awards, включаючи перемогу у номінаціях Video of the Year та Best Collaboration. Турне у підтримку альбому 1989 World Tour було проведене із травня по грудень 2015, збираючи в усьому світі понад $250 мільйонів, що стало одним із найприбутковіших турне за десятиріччя.
У 2014 Свіфт стала Жінкою року за версією журналу «Billboard»; цей випадок став першим в історії журналу, коли одна і та сама людина двічі отримала це звання. Також того ж року Свіфт здобула нагороду Dick Clark Award за Досконалість під час American Music Awards. У 2015 пісня «Shake It Off» була тричі номінована на Ґреммі, включаючи категорію «Запис року» та «Пісня року»; вона виграла Brit Award в номінації International Female Solo Artist. Також Свіфт стала однією із восьми виконавців, які отримали 50th Anniversary Milestone Award на церемонії нагородження 2015 Academy of Country Music Awards. У 2016 Свіфт виграла три Ґреммі: за альбом «1989» у номінаціях «Альбом року» та «Найкращий поп-альбом», і за сингл «Bad Blood» у категорії «Найкраще музичне відео». Вона стала першою жінкою, яка виграла ці нагороди двічі.
До випуску платівки «1989» Свіфт наголосила важливість цієї роботи музичним виконавцям та її шанувальникам. У листопаді 2014 вона прибрала весь свій каталог із компанії Spotify, доводячи, що реклама стрімінгової компанії підірвала доцільність преміум сервісів, оскільки не надавала вищих роялті авторам пісень, ніж безкоштовний сервіс. У червні 2015 у відритому листі Свіфт розкритикувала Apple Music за їх відмову надавати роялті виконавцям під час 3-місячного безкоштовного пробного періоду стрімінгового сервісу, і вказала, що через це зніме свій каталог альбому «1989» з Apple Music. Наступного дня Apple повідомив, що відтепер буде платити виконавцям під час безкоштовного пробного періоду, а Свіфт погодилася на стримінг альбому «1989». Менеджер та компанія з прав інтелектуальної власності Свіфт, TAS Rights Management, подав на реєстрацію 73 торговельних марок, пов'язаних зі співачкою та ерою мемів 1989. У червні 2017 Свіфт ще раз додала весь свій каталог на Spotify, Amazon Music та Google Play.
У 2015 разом із Полом Маккартні Свіфт виконала пісні «I Saw Her Standing There» та «Shake It Off» під час спеціальної афтепаті 40-ї річниці шоу Saturday Night Live. Свіфт також приєдналася до Кенні Чесні у виконанні пісні «Big Star» на відкритті його турне Big Revival Tour у Нашвілл. У березні 2015 Свіфт почала зустрічатися із шотландськими ді-джеєм і продюсером звукозаписів Калвіном Гаррісом. У червні 2015 журнал Forbes назвав їх найбільш високооплачуваною парою знаменитостей за останні роки, маючи в поєднаному обсягу доходів $146 мільйонів. У серпні Свіфт повідомила про виявлення раку у її матері та заохочувала інших пройти медичну діагностику. Перед тим як Свіфт та Гарріс повідомили про розрив своїх стосунків у червні 2016, вони вдвох написали пісню «This Is What You Came For» (із додатковим вокалом Ріанни); первинно Свіфт була підписана під піснею своїм псевдонімом Нільс Сьйоберг. У жовтні Свіфт написала для гурту Little Big Town пісню «Better Man» для їх сьомого альбому «The Breaker». За цю пісню Свіфт здобула нагороду на 51-й церемонії CMA Awards у категорії Song of the Year. Через два місяці Свіфт та Зейн Малік випустили пісню «I Don't Wanna Live Forever», яка стала саундтреком для фільму П'ятдесят відтінків темряви (2017). Пісня досягла першого місця чарту Швеції та другого місця чарту США. Під час 2017 MTV Video Music Awards дует виграв нагороду у номінації Best Collaboration за музичне відео до пісні.
У серпні 2017 Свіфт подала в суд і виграла цивільний процес проти Девіда Мюллера, колишнього радіоведучого ранкового шоу каналу Denver KYGO-FM. За чотири роки до цього Свіфт повідомила босів Мюллера про те, що він сексуально атакував її під час публічного заходу і почав її обмацувати. Після свого звільнення Мюллер звинуватив Свіфт у брехні та подав на неї позов за те, що через неї він втратив роботу. Після цього Свіфт подала додатковий позов на нього за сексуальне домагання. Присяжні відхилили справу Мюллера та підтримали позов Свіфт. Опісля судових процесів Свіфт очистила свої облікові записи в соціальних мережах та випустила пісню та музичне відео «Look What You Made Me Do» у ролі провідного синглу свого шостого альбому, «Reputation». Сингл досяг першого місця чартів Австралії, Ірландії, Нової Зеландії, Британії та США. Музичне відео отримало 43,2 мільйони переглядів за першу добу релізу на відеохостингу YouTube, пробиваючи рекорд сайту за найбільш переглянуте відео за 24 години. У жовтні Свіфт випустила другий сингл альбому, «...Ready for It?», який досяг третього місця австралійського чарту і четвертого місця чарту США.
Для нового альбому вийшло два промосингли: «Gorgeous» та «Call It What You Want». Пізніше пісня «Gorgeous» стала офіційним п'ятим синглом альбому, проте суто в Європі. Платівка Reputation вийшла в листопаді 2017. За перший тиждень релізу альбом продався в кількості 1,216 мільйона копій в США і 2 мільйони копій по всьому світі. В США він став топовим альбомом-бестселером 2017 року. Альбом «Reputation» досяг перших місць чартів США, Британії, Австралії та Канади. Пізніше того ж місяця Свіфт виконала «...Ready for It?» та «Call It What You Want» на шоу «Saturday Night Live». У листопаді вийшов третій сингл альбому — композиція «End Game», яка виконана Свіфт разом з Едом Шираном та Future; сингл досяг 18 місця чарту «Billboard Hot 100». Під новий рік вийшов четвертий сингл, «New Year's Day», а в березні 2018 — п'ятий сингл: пісня «Delicate».
У 2018 році Свіфт розпочала турне «Reputation Stadium Tour». У квітні 2018 вона виконала запрошений вокал у пісні гурту «Sugarland» «Babe» для їх альбому «Bigger».

### 2019—2020:Loverівідстоювання авторських прав
Опівночі 26 квітня 2019 року Свіфт випустила нову пісню під назвою «Me!» за участю Брендона Урі (вокаліста гурту Panic! at the Disco), яка стала лід-синглом з майбутнього сьомого студійного альбому Lover. Свіфт записала його на лейблі «Republic Records» після 12 років роботи з Big Machine Records. Музичне відео «ME!» побило рекорд каналу Vevo, зібравши 65 200 000 переглядів в перший тиждень релізу. 14 червня вийшов другий сингл, «You Need to Calm Down», що дебютував відразу на другому місці гарячої сотні. Вночі того ж дня Свіфт виступила в барі Стоунволл-ін у богемному мангеттенському кварталі Гринвіч-Вілледж на заході, присвяченому 50-річчю Стоунволлського бунту. 6 грудня 2019 року вона випустила різдвяний сингл «Christmas Tree Farm».
На церемонії вручення нагород American Music Awards 2019 Свіфт отримала шість нагород, у тому числі «Музикант року» та «Музикант десятиліття». Свіфт зіграла Бомбалуріну в екранізації мюзиклу Ендрю Ллойд Веббера. Пісня принесла Свіфт додаткові номінації в категоріях «Найкраща оригінальна пісня» і «Найкраща пісня, написана для візуальних медіа» на 77-му «Золотому глобусі» і 63-й щорічній церемонії «Ґреммі», відповідно. Хоча критика оцінила фільм негативно, роль Свіфт отримала позитивні відгуки. Прем'єра документального фільму «Міс Американа» відбулася на кінофестивалі Санденс 2020, а вийшов на Netflix 31 січня. У фільмі представлена пісня «Only The Young», яку Свіфт написала після виборів у США у 2018 році. У лютому 2020 року Свіфт підписала ексклюзивний глобальний договір з Universal Music Group після того, як минув термін її 16-річного контракту з Sony/ATV Music Publishing. Кадри з концерту Свіфт "City of Loverу Парижі 2019 року, який був частиною рекламної кампанії її альбому Lover, транслювалися 17 травня 2020 року на каналі ABC. Свіфт випустила живі версії треків з альбому, які вона виконала на концерті після прем'єри телевізійного спеціального випуску.
У червні 2019 року менеджер з талантів Скутер Браун оголосив про придбання музичного каталогу Тейлор Свіфт, записаного при лейблі Big Machine Records. Свіфт заявила, що намагалася придбати записи, але лейбл не дав їй можливості це зробити, лише запропонувавши новий контракт, від чого вона відмовилася.
В серпні 2019 року Тейлор Свіфт оголосила про своє рішення перезаписати перші 6 альбомів як контрзаходи проти змін володіння майстер-записами її композицій, записаних на її попередньому лейблі. Ця ідея була підтримана і слухачами виконавиці. У грудні 2019 року Свіфт оголосила, що як авторка своїх пісень, вона не дасть дозволу на використання свого старого каталогу для продажу в медіа, доки вони не належать їй.

### 2020:дослідження інді-фолку, Folkloreі Evermore
У квітні 2020 року «Big Machine» випустили концертний альбом «Live from Clear Channel Stripped 2008» з виступами Свіфт на радіошоу у 2008 році, зробивши це без погодження зі співачкою, про що вона оголосила у своєму інстаграмі. Це спричинило бойкотування нового релізу шанувальниками співачки. Через три дні після виходу платівки було оголошено, що вона продалася в тиражі 33 копій на території США, за підсумками тижня вона не увійшла до жодного чарту. У жовтні 2020 року Браун продав мастеринг-записи, відео та обкладинки альбомів Свіфт із каталогу Big Machine Records компанії Shamrock Holdings. Свіфт розпочала перезапис своїх старих пісень у листопаді 2020 року.
24 липня 2020 року Свіфт випустила свій восьмий студійний альбом Folklore, який анонсувала через соціальні медіа лише за 16 годин до його виходу. Він був задуманий і записаний в умовах ізоляції через пандемію COVID-19. Пісня «Cardigan» вийшла як перший сингл, одночасно з музичним відео та альбомом. Завдяки їх успіху Свіфт стала першою в історії музиканткою, у кого в тиждень на перших місцях одночасно дебютували й альбом (у Billboard 200), і сингл (у Billboard Hot 100). Folklore отримав позитивні відгуки критики, яка високо оцінила перехід Свіфт до жанру інді-фолку. Світовий тираж альбому перевищив два мільйони на перший тиждень, включаючи 1,3 млн на перший день продажу. На церемонії вручення нагород American Music Awards 2020 Свіфт отримала три нагороди. 25 листопада Свіфт випустила знятий нею концертний фільм "Folklore: The Long Pond Studio Sessionsн а Disney+. На 63-й церемонії «Ґреммі» вона здобула нагороду «Альбом року» за Folklore. Таким чином, Свіфт стала першою жінкою в історії, яка перемогла в цій категорії тричі.
Дев'ятий студійний альбом Свіфт, «Evermore», вийшов 11 грудня 2020 року. Evermore не був доступний у фізичних копіях протягом першого тижня і вийшов лише у вигляді цифрової музики (154 тис.) та на стрімінгових платформах. На тому ж тижні «Folklore» посів третє місце в чарті, зробивши Свіфт першою жінкою, у якої одразу два альбоми зайняли одночасно місця у трійці найкращих. Ще один рекорд Свіфт поставила за швидкістю заняття вершини чарту. Період часу між дебютом Folklore та Evermore тривав 4 місяці та 18 днів — найкоротший проміжок між двома топовими альбомами у Billboard 200 для жінок починаючи з 1956 року. Пісня Willow вийшла як перший сингл, одночасно з музичним відео й альбомом і також дебютувала на першому місці чарту Billboard Hot 100. Це вже сьомий лідер чарту і третій дебют з вершини в кар'єрі Свіфт, після синглів Shake It Off (2014) та Cardigan (2020). Свіфт встановила рекорд серед жінок за сумарним за всю кар'єру числом хітів у Hot 100 (їх тепер 128).
За підсумками 2020 року Свіфт стала найбільш високооплачуванішою з музикантів у США, заробивши в сумі 23,8 млн доларів (10,6 млн на стрімінгу, 10 млн на продажах і 3,2 млн на видавничій діяльності), і найоплачуванішою з сольних музикантів у світі.

### 2021—2023: перезаписи таMidnights
9 квітня 2021 вийшов перший перезаписаний альбом «Fearless (Taylor's Version)». Менш ніж за добу його продажу склали понад 500 тисяч екземплярів у світі, і він став першим жіночим кантрі-альбомом, який очолив американський чарт «Apple Music». Fearless (Taylor's Version) дебютував на першому місці в хіт-параді США, що відбулося вдев'яте в кар'єрі Свіфт. Йому передував вихід перезаписаної версії пісні Love Story (Taylor's Version), а також двох нових треків. У червні стало відомо, що Свіфт ввійшла до акторського складу майбутнього фільму Девіда Расселла «Амстердам».

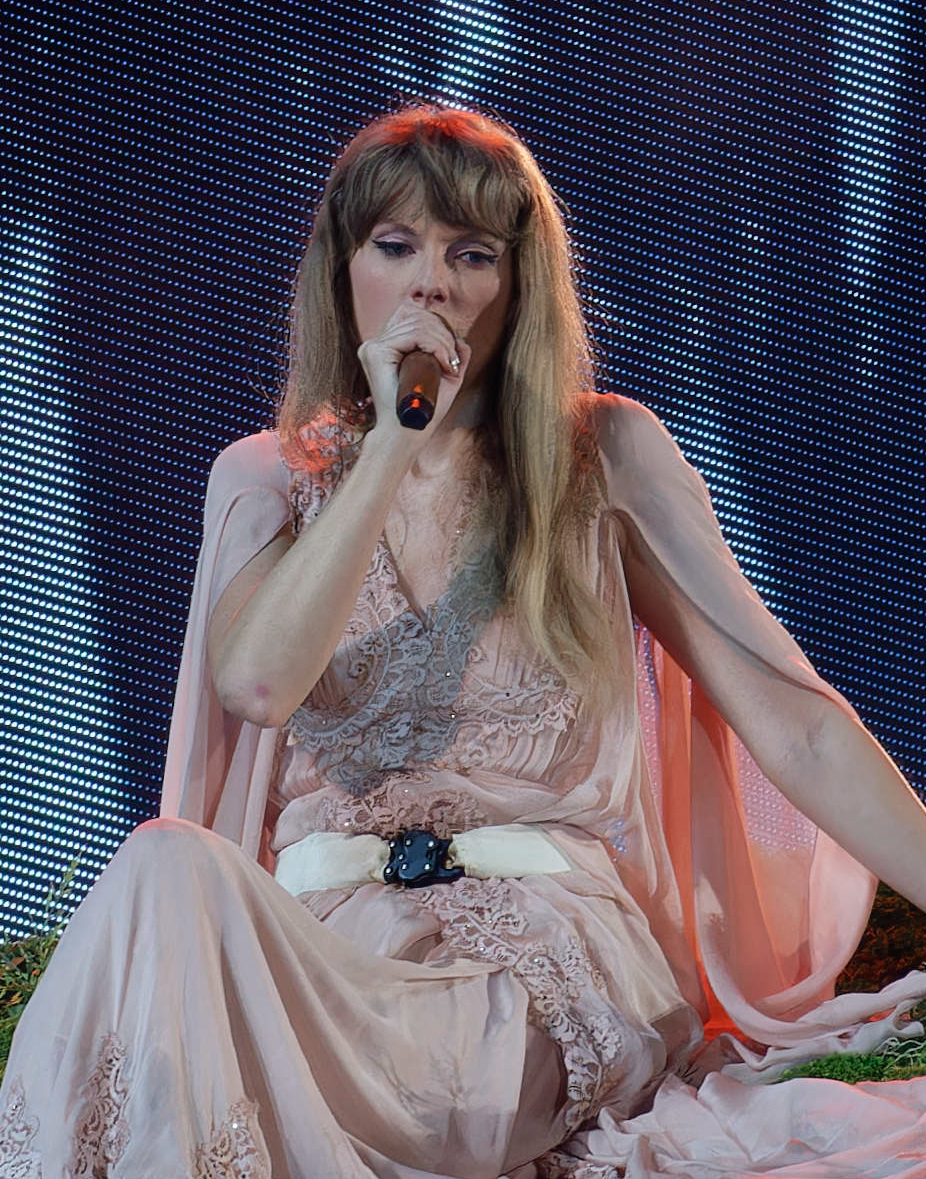
Свіфт у турі The Eras Tour (2023)

18 червня Свіфт оголосила, що перезаписана версія Red, Red (Taylor's Version), вийде 19 листопада 2021. Пізніше того ж місяця було оголошено, що вона фігурує у двох треках разом із гуртом Big Red Machine, 12 листопада 2021 року відбувся вихід другого перезаписаного студійного альбому, Red (Taylor's Version), а також короткометражного фільму All Too Well: The Short Film, в якому головні ролі зіграли зірка серіалу «Вовченя» Ділан О'Браєн й молода акторка Седі Сінк, найвідоміша за роллю у серіалі «Дивні дива». У перший же день виходу платівки були встановлені нові рекорди на Spotify: Тейлор Свіфт стала найбільш прослуховуваною виконавицею за добу в історії платформи і її новий альбом став найбільш прослуховуваним за один день в історії сервісу. Перезапис очолив Billboard 200 із продажем у 605 000 тисяч копій на території США, що встановило кілька рекордів[джерело?].
10 лютого 2022 року вийшов спільний з Едом Шираном сингл «The Joker and the Queen» і музичний супровідний відео-сиквел, в якому знялися підрослі діти-актори з кліпу на пісню «Everything Has Changed».
В перший тиждень листопада 2022 року Тейлор Свіфт встановила історичний рекорд: її пісні посіли перші десять місць в пісенному чарті США Billboard Hot 100.
Під час виступу Свіфт у Ріо-де-Жанейро 2023 року померла 23-річна фанатка від зупинки серця: під спекою 40 °C на концерті заборонили воду. Співачка відреагувала в Instagram зі співчуттям і жалем.
1 лютого 2024 року «Universal Music Group», з яким у Свіфт був контракт, видалив всі музичні записи своїх виконавців з платформи TikTok. Це сталось через те, що компанії не змогли домовитись про умови нового контракту.

### 2023—2024:The Eras TourтаThe Tortured Poets Department
У березні 2023 року почався стадіонний тур співачки The Eras Tour, який став найуспішнішим в історії музичної індустрії. Він отримав касові зборі в більше, ніж мільярд доларів. У 2023 році журнал Time назвав Свіфт «Людиною року». 4 лютого 2024 року на 66-й церемонії «Ґреммі» вона стала першим виконавцем, який отримав 4 нагороди у номінації «Альбом року». Під час церемонії вона анонсувала свій одинадцятий студійний альбом The Tortured Poets Department.

### 2025: музичні перемоги та рекорди
30 травня 2025 року вона офіційно придбала майстер-записи своїх перших шести студійних альбомів, завершивши багаторічну боротьбу за контроль над своєю ранньою творчістю.
17 березня, у рамках церемонії «iHeartRadio Music Awards», її світовий тур «The Eras Tour» був удостоєний почесної нагороди «Tour of the Century», приуроченої до другої річниці старту туру.
На тій самій церемонії Свіфт здобула 9 нагород із 10 номінацій, включаючи «Артистку року», «Найкращий концертний стиль», «Традиція туру» та «Сюрприз-гість» (Тревіс Келце).
Згідно з «IFPI Global Music Report», Свіфт була визнана найуспішнішою виконавицею світу втретє поспіль — рекорд, якого раніше не досягав жоден артист.

## Музичний стиль
Музика Тейлор Свіфт містить елементи попу, попроку та кантрі. Свіфт презентувала себе як кантрі-виконавицю до релізу альбому «1989» у 2014, котрий вона назвала платівкою, «яка за звучанням пов'язана із попмузикою». Журнал «Rolling Stone» написав: «Може її [Свіфт] і крутять по кантрі-станціях, але вона є однією зі справжніх рок-зірок цих часів, яких ми маємо так мало». Відповідно до Нью-Йорк таймс: «у музиці міс Свіфт немає більшості того, що можна було б ідентифікувати як кантрі — кілька проходів на банджо, пара ковбойських чобіт, які вона вдягає на сцену, гітара із блискавками — але у її принадному, невинному виконанні є щось унікальне для Нешвілла». The Guardian написав, що Свіфт «розламує мелодії із безжалісною ефективністю скандинавської попфабрики».

Гітара "Les Paul" та мікрофон Тейлор Свіфт

Софі Шіллачі із «The Hollywood Reporter» назвала вокал Свіфт «ніжним, але м'яким». Газета «The Los Angeles Times» назвала «визначний» вокал Свіфт у її студійних записах «лінією, яка сковзає вниз, наче задоволення зітхання, чи вгору, наче піднята брова, надаючи її дівчачим хітам часточку легкої інтимності». У рецензії альбому «Speak Now» журнал Rolling Stone написав: «голос Свіфт достатньо невимушений, аби замаскувати, наскільки майстерною співачкою вона стала; вона знижує свій голос у рядках про розплату у класичному стилі сором'язливої дівчинки, яка намагається здатися міцною». В іншій рецензії альбому «Speak Now», The Village Voice написав, що її попередні методи викладення рядків «були ввічливими та збентеженими, але це змінилося. Вона все ще може звучати натягнуто і тонко, та інколи відходить до звукових висот, які зводять деяких людей з розуму; проте вона навчилася примушувати слова звучати при співі у руслі їх значення». «The Hollywood Reporter» написав, що її вокал при виконаннях наживо «добрий», але він не порівнюється із її однолітками. У 2009 Кен Такер з «Entertainment Weekly» описав вокал Свіфт як «плоский, тонкий та інколи такий же хиткий, як і новонароджене осля». Проте Свіфт отримала схвалення на її відмову коригувати свою висоту звуку за допомогою аудіопроцесора Auto-Tune.
У інтерв'ю із «The New Yorker» Свіфт назвала себе насамперед авторкою пісень: «Я пишу пісні, мій голос є лише способом доставити ці тексти пісень до аудиторії». У 2010 письменник із The Tennessean висловився, що Свіфт не є «найкращою технічною співачкою», але описав її як «найкращого комунікатора, якого ми маємо». Свіфт турбується про стан свого вокалу і «приклала багато зусиль» задля його покращення. У 2010 році було повідомлено, що вона продовжує брати уроки вокалу. Свіфт прокоментувала, що нервується при виконаннях лише тоді, «коли я не впевнена, що саме аудиторія думає про мене, як, наприклад на шоу церемонії нагород».

### Впливи
Один з найраніших спогадів Свіфт про музику стосується слухання співу її бабусі по материнській лінії, оперної співачки Марджорі Фінлі, у церкві. Дитиною Свіфт насолоджувалася саундтреками діснеївських фільмів: «Мої батьки помітили, що коли у мене закінчували слова для співу, я просто продовжувала, придумуючи власні». Свіфт сказала, що завдячує своєю впевненістю матері, яка допомагала їй готуватися до презентацій в класі. Вона також приписує матері своє «захоплення письменництвом та переповіданням історій». Свіфт притягували розповіді із кантрі-музики, а сам жанр їй представили «величні жіночі кантрі-співачки 1990-х»: Шаная Твейн, Фейт Хілл та Dixie Chicks. Як авторка пісень і співачка саме Твейн найбільше вплинула на Свіфт. Гілл була кумиром для Свіфт у дитинстві: «Я намагалася скопіювати все, що вона казала, робила, вдягала». Свіфт захоплювалася чіткими позиціями учасниць Dixie Chicks та їх можливістю грати на власних музичних інструментах. Першою піснею, яку Свіфт навчилася грати на гітарі, стала композиція Dixie Chicks «Cowboy Take Me Away». Свіфт також досліджувала роботи кантрі-виконавиць старшого покоління, зокрема, Петсі Клайн, Лоретту Лінн, Доллі Партон та Теммі Вайнетт. Вона вважає Партон «чудовим прикладом для кожної жінки-піснярки у світі». Таки виконавці альтернативного кантрі, як Раян Адамс, Патті Гріффін та Лорі Маккенна, також вплинули на музичний стиль Свіфт.
У ролі своїх кумирів Свіфт також відмітила Пола Маккартні, гурт The Rolling Stones, Брюса Спрінгстіна, Еммілу Гарріс, Кріса Крістоферсона та Карлі Саймон: «Вони часто змінювалися, але також залишалися тими ж самими виконавцями протягом всієї своєї кар'єри». Маккартні, і як соло-співак, і як учасник The Beatles, давав Свіфт відчути себе так, «наче мені було дозволено заглянути в його серце і в його розум… Будь-який музикант може лише мріяти про таку спадщину». Вона захоплювалася Спрінгстіном за його «музичну релевантність протягом такого великого проміжку часу». Дитиною Свіфт мріяла бути як Гарріс: «Це не було стосовно її слави, це було стосовно її музики». «[Крістоферсон] сяє у написанні пісень … Він став тією людиною, яка пробула в бізнесі стільки років, але по якому можна сказати, що ці роки не прожували й виплюнули його», сказала Свіфт. Вона захоплюється Сімониним «написанням пісень та відвертістю … Вона знана як емоційна людина, але також як сильна особистість».
На Свіфт також вплинули виконавці жанрів поза межами кантрі-напрямку. У близькому до підліткового віці вона насолоджувалася баблгам-попом і такими виконавцями, як Гарріс та Брітні Спірс; Свіфт вказала, що з тих часів у неї лишилася «непохитна відданість» Спірс. У старших класах Свіфт слухала такі рок-гурти, як Dashboard Confessional, Fall Out Boy та Jimmy Eat World. Вона також тепло відкликалася про Мішель Бранч, Аланіс Моріссетт, Ешлі Сімпсон, Фіфі Добсон, Колбі Калей та Джастіна Тімберлейка; та про такі гурти 1960-х, як The Shirelles та The Beach Boys і про Доріс Трой. На п'ятий студійний альбом Свіфт, «1989», вплинули її найулюбленіші виконавці 1980-х: Енні Леннокс, Філ Коллінз та Мадонна Like a Prayer-ери.

### Створення пісень

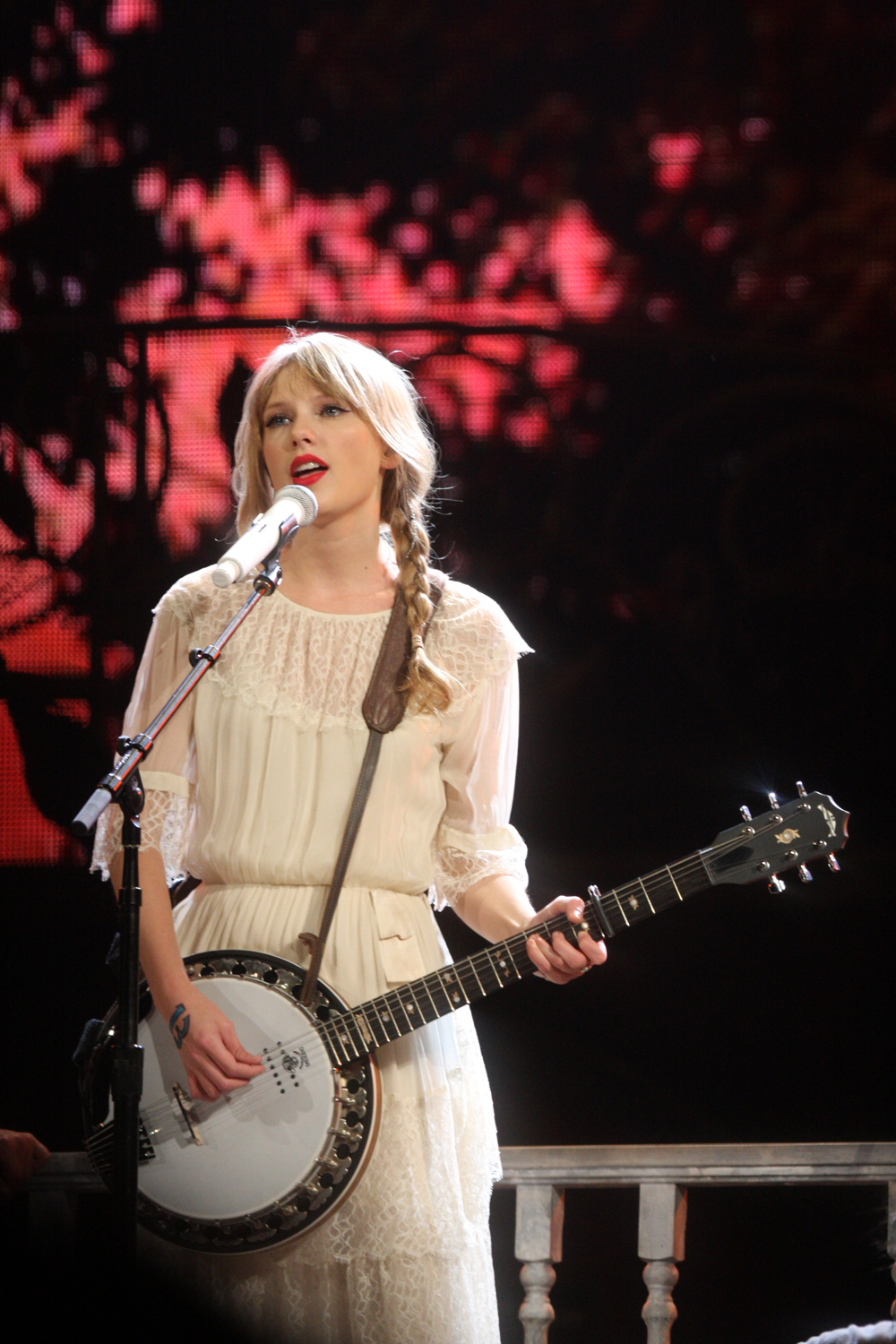
Тейлор Свіфт під час концерту турне Speak Now Tour в Австралії, 2012

Для своєї роботи Свіфт використовує власний життєвий досвід. У своїх піснях вона часто звертається до «анонімних симпатій із часів старших класів» і знаменитостей. Вона часто критикує своїх колишніх партнерів, про що журнал The Village Voice написав: «Ситуація, в якій вам кажуть 'що означає ця пісня', дуже схожа на випадок, коли вам дістається занадто напружений професор. І це піддає небезпеці оцінку справжнього таланту Свіфт, який хоч і не є сповідальним, зате драматичним». Журнал New York Magazine вважає, що критицизм медіа її рішення «проміняти своє особисте життя на музику… є проявом сексизму, оскільки її однолітки-чоловіки не підпадають під такий же коментар». Сама співачка зазначила, що не всі її пісні є фактичними й що інколи вони базуються на спостереженнях. Окрім міжрядкових ключів до розгадки, Свіфт намагається не говорити про тематики пісень, «тому що це реальні люди. Будучи піснярем, вам треба дати достатній натяк на ситуацію, але обійтися без того, аби кидати когось прямо під автобус».
Коли Тейлор Свіфт розповідає вам історію, ви слухаєте, тому що знаєте, що це буде добре — не лише тому, що вона прожила надзвичайне життя, а й тому, що вона надзвичайна оповідачка
Газета The Guardian похвалила Свіфт за написання пісень про підліткові роки «із тужливою монохромною ностальгією» у перших двох альбомах. Журнал New York Magazine відмітив, що багато авторів-виконавців записували свої пісні, коли були підлітками, але «ніхто з них не створив композицій про свої підліткові роки настільки чудових». Журнал також порівняв роботи Свіфт із роботами Браяна Вілсона. В альбомі «Fearless» Свіфт використала ілюстрування казок і показала роз'єднання «між коханням у казках і коханням у реальному житті». Її пізні платівки посилаються на доросліші стосунки. На додаток до тематик про романтику та кохання, пісні Свіфт описують стосунки між батьками-дітьми, друзями, про відчуження, славу та кар'єрні амбіції. Вона часто поміщає «вкинуті фрази, які наводять на думку про великі та серйозні речі, які просто так не помістилися б у пісні; речі, які розширюють або підривають поверхню розповіді».
Журнал Rolling Stone назвав Свіфт «автором пісень, який володіє інтуїтивним даром архітектури куплету-приспіву-бриджа». Відповідно до The Village Voice, вона часто використовує розворот третього куплету. В образності Свіфт також присутня наочна повторюваність. Газета The Guardian написала: «Вона проводить стільки часу, цілуючись під дощем, що це диво, що у неї досі не розвилася траншейна стопа». Журнал Slant Magazine додав, що «на похвалу Свіфт, вона відкрила нові мотиви для своїх текстів пісень до часу випуску [її четвертого] альбому». Хоча рецензії роботи Свіфт є «майже завжди позитивними», тижневик The New Yorker написав, що в цілому вона зображена «більш як кваліфікований технік, ніж діланівський візіонер».

## Публічний імідж
Особисте життя Свіфт часто привертає увагу ЗМІ. У 2013 році фірма Abercrombie & Fitch випустила футболку з гаслом «слатшеймінг», який був адресований Тейлор. Газета The New York Times твердила, що її «історія побачень почала закручуватися в мертву петлю» і ставила собі питання, чи Свіфт знаходилася посередині «кризи чверті життя». Свіфт заявляла, що не бажає обговорювати своє особисте життя на публіці, бо вважає, що такі дії можуть стати «проявом слабкості в кар'єрі».
Журнал Rolling Stone зауважував стосовно її ввічливої поведінки: «Якщо це і є фішкою Свіфт, яку вона грає на публіку, тоді вона має бути схожа на татуювання, оскільки ніколи не сходить». Журнал також відзначив її «спокій у теплому сприйнятті людей», а The Hollywood Reporter назвав співачку «найкращою особистістю в стосунках з іншими після Білла Клінтона». Під час вручення Свіфт нагороди за гуманітарну активність у 2012 році Мішель Обама назвала її співачкою, «котра піднялась на вершину музичної індустрії, проте все ще стоїть на землі; котра розвіяла усі побоювання про те, чого може досягнути 22-річна». Свіфт визнала, що вважає Мішель Обаму своєю кумиркою. Свіфт є однією з найпопулярніших людей у соцмережах і відома дружніми взаємодіями зі своїми шанувальниками. Вона особисто і через пошту доставляла різдвяні подарунки своїм фанам, підписуючи їх «Swiftmas». Свіфт вважає відслідковування свого впливу на юних фанів своєю «відповідальністю», і сказала, що «[її стосунки із фанами] найдовші та найкращі стосунки, які я коли-небудь мала».
Попри те, що медіа часто називають дівчину «Американською любкою», Свіфт стверджує: «я не живу за всіма цими суворими, дивними правилами, які лише дають мені відчуття повного оточення з усіх боків. Я просто люблю те відчуття, за яким я живу, і яке дає мені відчуття повної свободи». Свіфт відмовляється брати участь у фотосесіях, які повністю фокусуються на сексуальності, хоча Bloomberg L.P. вважає її секс-символом. У 2011 році журнал «Vogue» назвав Свіфт Образом американського стилю. У 2014 році Свіфт досягла топу списку найкраще одягнених людей у журналі People. У 2015 році на церемонії нагородження Elle Style Awards Свіфт назвали Жінкою року; того ж року журнал Maxim поставив її на перше місце свого списку «100 найгарячіших жінок».
Свіфт також з'являється в різноманітних списках впливових людей. Завдяки її успіхам та доходам журнал «Time» помістив Тейлор у свій список 100 найбільш впливових людей у 2010 та у 2015 роках. У 2011—2015 роках вона знаходилася у топ-3 списку журналу «Forbes» Топових жінок по доходах в музиці, із річним заробітком у $45 мільйонів, $57 мільйонів, $55 мільйонів, $64 мільйонів та $80 мільйонів, відповідно. У 2015 році Свіфт стала наймолодшою жінкою в списку журналу Forbes 100 найвпливовіших жінок, де посіла 64 місце. У 2016 вона сягнула вершини щорічного списку журналу Forbes 100 знаменитостей із найбільшою зарплатнею, маючи $170 мільйонів — що також було внесено у Книгу рекордів Гіннесса, — та входила у «найкращі 10» цього списку у 2011, 2013 та 2015 роках. У 2014 Свіфт була однією із фіналісток «Людини року» журналу «Time», а також отримала це звання у 2017 році, будучи частиною списку «Порушники мовчанки», після того, як привернула увагу до сексуального насильства проти неї. У червні 2017 журнал «Forbes» оцінив чисті активи Свіфт у $280 мільйонів.
У 2015 році співак-ветеран Рей Стівенс випустив альбом Here We Go Again, який містить пісню «Taylor Swift is Stalking Me» (укр. Тейлор Свіфт мене переслідує). Пісня частково написана його другом Чаком Реденом та іншим чоловіком, Бадді Калбом.

## Громадська діяльність

### Філантропія
Благодійну діяльність Свіфт було визнано організаціями «Do Something Awards» і «Tennessee Disaster Services». Свіфт також здобула нагороду «Big Help Award» за її «самовідданість у допомозі іншим» і «приклад для інших», та нагороду «Ripple of Hope Award» за її «відданість публічній підтримці різних рухів та організацій в такому молодому віці… Тейлор є такою жінкою, якою б ми всі хотіли бачити наших дочок». У 2008 році вона пожертвувала $100,000 організації Червоний хрест для допомоги постраждалим від тогорічного потопу в Айові. Співачка виступала на таких благодійних заходах, як сіднейський концерт Sound Relief. Вона також записала пісню для платівки «Hope for Haiti Now». Після потопу в Теннессі в травні 2010 року, Свіфт пожертвувала для потреб постраждалих $500,000 під час телемарафону, що проводився телевізійним центром WSMV-TV. 2011 року Свіфт використала репетицію для турне Speak Now Tour як благодійний концерт для жертв нещодавніх торнадо в США, збираючи понад $750,000. У 2012 році Свіфт підтримала телемарафон організації Architecture for Humanity "Restore the Shore MTV задля збору коштів на розв'язання проблем опісля урагану Сенді. У 2016 вона пожертвувала кошти при зборах для жертв потопу в Луїзіані та фонду «Dolly Parton Fire Fund».
Свіфт підтримує мистецтво та у 2010 році пожертвувала $75,000 нешвіллівській Вищій школі Гендерсвіля для допомоги у реконструкції шкільної аудиторії. У 2012 році вона задонатила $4 мільйони на побудову нового навчального центру в Залі слави кантрі-музики в Нешвіллі. Того ж року вона співпрацювала із компанією орендування підручників Chegg і пожертвувала $60,000 музичним кафедрам шести коледжів США. Свіфт також виступає за популяризацію дитячої літератури. У 2009 році вона пожертвувала $250,000 різним школам по всій країні для покращення рівня навчання. Вона також пожертвувала 6 тисяч книжок корпорації Scholastic Публічній бібліотеці Редінга, 14 тисяч книжок Публічній бібліотеці Нешвілла та 2 тисячі книжок Scholastic програмі раннього читання в Центрі здоров'я дитини Лікарні Редінга. У 2015 році вона профінансувала передачу 25 тисяч книг школам Нью-Йорка.
У 2007 році Свіфт запустила кампанію із захисту дітей від онлайн-хижаків, яку започаткувала разом з Асоціацією шефів поліції штату Теннессі. У 2009 році вона записала оголошення громадської служби Sound Matters, яке мало повідомити слухачів про важливість правил з прослуховування музики, аби запобігти вадам слуху. Свіфт пожертвувала речі аукціонам різних благодійних організацій, включаючи: СНІД-Фонд Елтона Джона, UNICEF Tap Project, MusiCares та Feeding America. Після прийняття нагороди Академії кантрі-музики в категорії Естрадний артист року 2011 року, Свіфт пожертвувала $25,000 Дитячій лікарні з досліджень Святого Джуда в штаті Теннессі. У 2012 році вона взяла участь у телемарафоні «Stand Up to Cancer» і виконала пісню «Ronan» — композицію, яку вона написала в пам'ять 4-річного хлопчика, який загинув через нейробластому. Пісня вийшла в цифровому форматі, а всі кошти із продажів пішли на пожертву благодійним організаціям, які займаються боротьбою із раком. У 2014 році Свіфт пожертвувала $100,000 організації V Foundation for Cancer Research та $50,000 Дитячій лікарні Філадельфії. Співачка приватно відвідувала лікарні, аби зустрітися із хворими пацієнтами та надати їм підтримку. Свіфт заохочує юнацтво приєднатися до волонтерського руху своїх місцевих громад, які є частиною Global Youth Service Day.

### Фемінізм
Свіфт є феміністкою. Під час президентської кампанії 2008 року Свіфт підтримала кампанію Кожна жінка рахується, націлену на залучення кожної жінки в політичний процес.
У серпні 2017 року Свіфт подала до суду позов і виграла цивільний процес проти Девіда Мюллера, колишнього радіоведучого ранкового шоу каналу Denver KYGO-FM. За чотири роки до цього Свіфт повідомила босів Мюллера про те, що він сексуально атакував її під час публічного заходу і почав її обмацувати. Після свого звільнення Мюллер звинуватив Свіфт у брехні та подав на неї позов за те, що через неї він втратив роботу. Після цього Свіфт подала додатковий позов на нього за сексуальне домагання. Присяжні відхилили справу Мюллера та підтримали позов Свіфт. Опісля судових процесів Свіфт очистила свої облікові записи в соціальних мережах та випустила пісню та музичне відео «Look What You Made Me Do» у ролі провідного синглу свого шостого альбому, «Reputation».
У 2018 році разом з іншими 300 жінками Свіфт приєдналася в Голлівуді до руху Time's Up із виступом про захист жінок від домагань та дискримінації.

### ЛГБТ-активізм
Свіфт висловлювалася проти дискримінації ЛГБТ. Після вбивства Ларрі Кінга (15-річного школяра-гея) у 2008 році Свіфт записала публічне оголошення від особи GLSEN, аби підтримати боротьбу зі злочинами на ґрунті ненависті. У першу річницю смерті Кінга Свіфт сказала журналу Seventeen, що батьки навчили її «ніколи не судити інших по тому, кого вони люблять, якого кольору їхня шкіра чи яку релігію вони сповідують». Музичне відео «Mean» є частиною руху проти гомофобії в старших класах шкіл; у 2011 році відео було номіноване на нагороду соціального активізму MTV VMA. Газета The New York Times написала, що Свіфт є «частиною нової хвилі юних (та в більшості випадків гетеросексуальних) жінок, які створюють саундтреки для покоління гей-фанів, що лише приходять до розуміння своєї ідентичності в часи бурхливих і заплутаних культурних меседжів».

### Політичні погляди
Під час президентської кампанії 2008 року була однією з кантрі-виконавців, котрі підписали кампанію PSA for the Vote (For Your) Country. Свіфт висловилась: «Я не думаю, що це моя робота, аби намагатися впливати на людей у їхньому рішенні того, як вони мають голосувати». Після інавгурації Барака Обами в інтерв'ю з журналом Rolling Stone Свіфт сказала, що підтримувала його на президентських виборах: «Я ще ніколи у своєму житті не бачила цю країну такою щасливою стосовно її політичного рішення. Я така рада, що це були мої перші вибори». В інтерв'ю у 2012 році Свіфт відмітила, що не дивлячись на те, що вона тримає себе «настільки освіченою і поінформованою, наскільки це можливо», співачка не говорить про політику публічно, остерігаючись, що це може вплинути на інших людей. Пишучи про тиск медіа на Свіфт у її рішенні все прийняти якийсь політичний бік, журнал Politico назвав Свіфт «старанно аполітичною». Свіфт провела певний час із сім'єю Кеннеді та говорила про свій захват від Етель Кеннеді.. У 2024 році Тейлор Свіфт висловила свою підтримку Камалі Гарріс та Тіму Волцу на виборах президента США 2024 року.

### Підтримка брендів

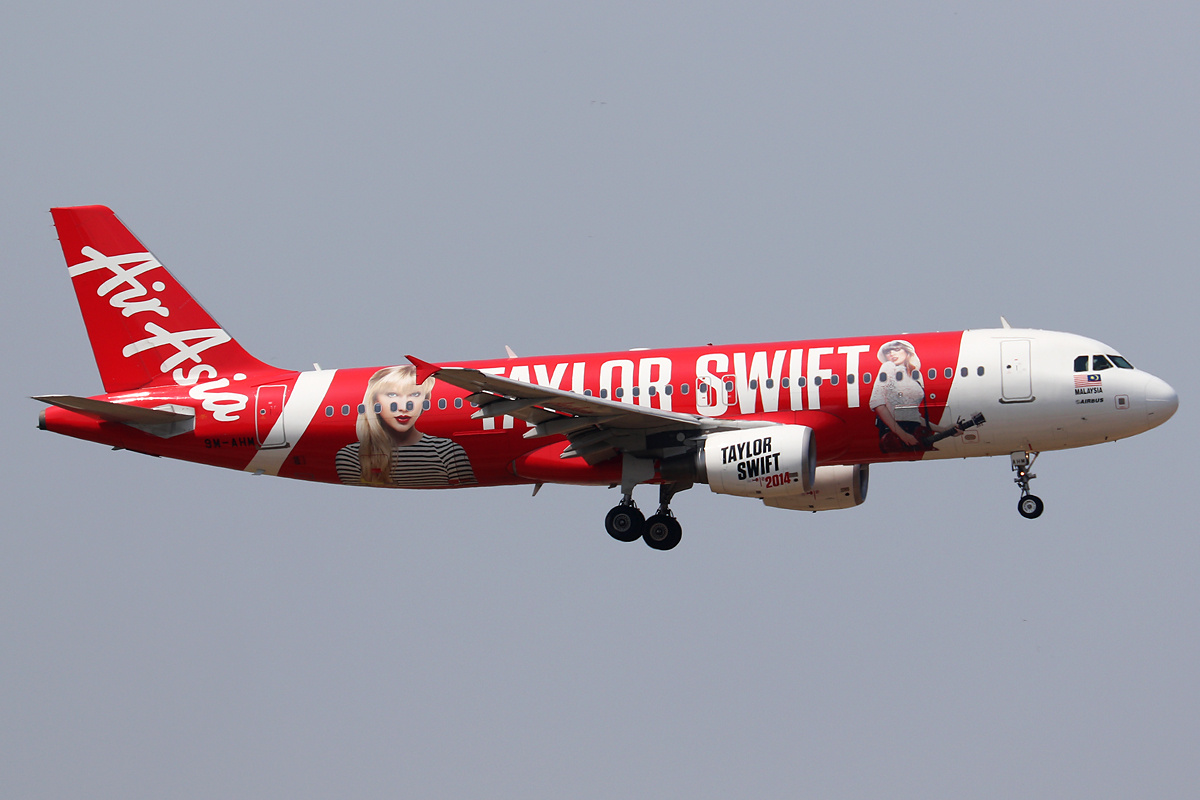
Аеробус A320 Air Asia, червень 2014

Під час просування свого дебютного альбому Свіфт стала обличчям кампанії Verizon Wireless Mobile Music. Під час ери Fearless вона запустила лінію літніх суконь від компанії l.e.i. в магазинах Walmart та створила дизайн для вітальних листівок American Greetings та ляльок Jakks Pacific. Вона стала прессекретаркою Національної хокейної ліги Нашвілл Предаторс та цифрових камер Sony Cyber-shot. Під час ери Speak Now Свіфт випустила спеціальне видання свого альбому через магазин Target. Співачка стала моделлю-прессекретаркою бренду CoverGirl і запустила два парфуми від Елізабет Арден: Wonderstruck та Wonderstruck Enchanted.
Під час просування свого четвертого альбому «Red» Свіфт випустила через Target, Papa John's Pizza та Walgreens ексклюзивні промо-товари від альбому. Вона стала моделлю-прессекретаркою Diet Coke та кросівок Keds і випустила свій третій парфум від Елізабет Арден — Taylor by Taylor Swift. В той час вона також продовжила співпрацю із Sony Electronics та American Greetings. Свіфт також вступила у партнерство із компаніями AirAsia та Qantas під час турне Red Tour. Ці авіалінії стали офіційними транспортерами Свіфт під час її турне Австралією та Азією; Cornetto також спонсорувала транспортування Азією. Під час просування альбому «1989» співачка зав'язала стосунки із Subway, Keds, Target та Diet Coke. У 2014 році Свіфт випустила свій четвертий парфум під назвою Incredible Things.

## Нагороди та номінації
Свіфт отримала безліч нагород та звань, включаючи 14 нагород Ґреммі, 19 American Music Awards, 23 Billboard Music Awards, 12 Country Music Association Awards, 8 Academy of Country Music Awards, одну Brit Award та одну Еммі. Як авторка пісень була визнана Асоціацією піснярів Нашвілля та Залою слави піснярів. У 2015 увійшла до списку 100 найвизначніших піснярів всі часів журналу Rolling Stone.
У 2023 році Тейлор Свіфт стала людиною року за версією Time.

## Особисте життя
З липня по жовтень 2008 року Свіфт зустрічалася зі співаком Джо Джонасом, про  якого написала пісню «Forever & Always», що входить у її другий студійний альбом «Fearless». У березні-квітні 2009 року зустрічалася з актором Лукасом Тіллем, з яким познайомилася на зніманні музичного відео «You Belong With Me». На зйомках фільму День Святого Валентина Свіфт познайомилася з актором Тейлором Лотнером і в серпні 2009 року вони почали зустрічатися. Пара припинила стосунки на дружній ноті в листопаді того року, оскільки, за словами Свіфт, «я йому подобалась більше, ніж він мені». У вигляді пісні-вибачення Свіфт написала композицію «Back to December», яка стала синглом її третьої платівки «Speak Now». З листопада 2009 по лютий 2010 року Свіфт зустрічалася зі співаком Джоном Меєром. У результаті цих стосунків співачка написала пісню «Dear John», яка також входить до її третього студійного альбому.
З жовтня по грудень 2010 року 21-річна Свіфт зустрічалася із 30-річним актором Джейком Джилленголом; після розриву стосунків написала дві пісні, присвячені цим стосункам: «We Are Never Ever Getting Back Together» та «The Last Time». У липні-жовтні 2012 року 22-річна Свіфт зустрічалася з 18-річним Конором Кеннеді, після чого створила та записала пісню під назвою «Begin Again». З грудня 2012 по січень 2013 року Свіфт мала стосунки з британським співаком Гаррі Стайлсом і під впливом цього досвіду створила пісні «I Knew You Were Trouble» та «Out of the Woods».
У лютому 2015 року познайомилася з шотландським автором-виконавцем Калвіном Гаррісом на церемонії Brit Awards; в березні пара почала зустрічатися. Їхні стосунки продовжувалися до червня 2016 року. З червня по вересень 2016 року співачка зустрічалася з англійським актором Томом Гіддлстоном. З травня 2017 року по березень 2023 року зустрічалася з британським актором Джо Елвіном. З травня по червень 2023 року зустрічалася з британським вокалістом гурту «The 1975» Метті Гілі.
У вересні 2023 року стало відомо, що вона почала зустрічатися з гравцем команди з американського футболу Kansas City Chiefs Тревісом Келсі, після того, як з'явилась на грі в його підтримку. В січні 2024 року в інтерв'ю на The Pat McAfee Show Тревіс повідомив, що до того моменту вони були знайомі близько місяця.

## Дискографія
Студійні альбоми
- 2006: Taylor Swift
- 2008: Fearless
- 2010: Speak Now
- 2012: Red
- 2014: 1989
- 2017: Reputation
- 2019: Lover
- 2020: Folklore
- 2020: Evermore
- 2022: Midnights
- 2024: The Tortured Poets Department

#### Перезаписи
- 2021: Fearless (Taylor's Version)
- 2021: Red (Taylor's Version)
- 2023: Speak Now (Taylor's Version)

- 2023: 1989 (Taylor's Version)

Мініальбоми
- 2007: Sounds of the Season: The Taylor Swift Holiday Collection
- 2008: Beautiful Eyes

## Турне
- Fearless Tour (2009—2010)
- Speak Now World Tour[en] (2011—2012)
- The Red Tour[en] (2013—2014)
- The 1989 World Tour[en] (2015)
- Taylor Swift's Reputation Stadium Tour[en] (2018)
- The Eras Tour (2023)

## Фільмографія та відеографія
Свіфт випустила 4 відеоальбоми та 42 музичні відео, знялася в епізодах телесеріалів CSI: Місце злочину та Новенька, у кінострічках День Святого Валентина, Посвячений, Кішки та Амстердам, і озвучила персонажа в анімаційному фільмі Лоракс.